# Catocala constans
Catocala constans là một loài bướm đêm trong họ Erebidae.